# Artem Tyszczenko
Artem Ołeksandrowycz Tyszczenko (ukr. Артем Олександрович Тищенко; ur. 22 grudnia 1993 w Żowtnewem w obwodzie sumskim) – ukraiński biathlonista, uczestnik igrzysk olimpijskich i mistrzostw świata oraz złoty medalista mistrzostw Europy w sztafecie.
W 2016 został zawieszony za stosowanie dopingu, w jego organizmie wykryto niedozwolony środek meldonium.

## Osiągnięcia

### Igrzyska olimpijskie
| Rok  | Miejscowość | Konkurencje | Konkurencje | Konkurencje | Konkurencje | Konkurencje | Konkurencje | Konkurencje |
| Rok  | Miejscowość | IN          | SP          | PU          | MS          | RL          | MR          | SR          |
| ---- | ----------- | ----------- | ----------- | ----------- | ----------- | ----------- | ----------- | ----------- |
| 2018 | Pyeongchang | 29.         | nd.         | nd.         | nd.         | nd.         | nd.         | nd.         |

### Mistrzostwa świata
| Rok  | Miejscowość | Konkurencje | Konkurencje | Konkurencje | Konkurencje | Konkurencje | Konkurencje | Konkurencje |
| Rok  | Miejscowość | IN          | SP          | PU          | MS          | RL          | MR          | SR          |
| ---- | ----------- | ----------- | ----------- | ----------- | ----------- | ----------- | ----------- | ----------- |
| 2015 | Kontiolahti | 60.         | nd.         | nd.         | nd.         | nd.         | nd.         | nd.         |
| 2019 | Östersund   | 83.         | 81.         | nd.         | nd.         | 12.         | nd.         | nd.         |
| 2021 | Pokljuka    | 43.         | nd.         | nd.         | nd.         | nd.         | nd.         | nd.         |
| 2023 | Oberhof     | 12.         | nd.         | nd.         | nd.         | nd.         | nd.         | nd.         |
| 2025 | Lenzerheide | 36.         | nd.         | nd.         | nd.         | nd.         | nd.         | nd.         |

### Mistrzostwa Europy
| Rok  | Miejscowość          | Konkurencje | Konkurencje | Konkurencje | Konkurencje | Konkurencje | Konkurencje | Konkurencje |
| Rok  | Miejscowość          | IN          | SP          | PU          | MS          | RL          | MR          | SR          |
| ---- | -------------------- | ----------- | ----------- | ----------- | ----------- | ----------- | ----------- | ----------- |
| 2013 | Bansko               | 7.          | 13.         | 13.         | nd.         | nd.         | 3.          | nd.         |
| 2014 | Nové Město na Moravě | 3.          | 4.          | 2.          | nd.         | 1.          | nd.         | nd.         |
| 2015 | Otepää               | 6.          | nd.         | nd.         | nd.         | 2.          | nd.         | nd.         |
| 2017 | Duszniki-Zdrój       | 60.         | DNS         | nd.         | nd.         | nd.         | nd.         | ?.          |
| 2018 | Ridnaun              | DNS         | DNS         | nd.         | nd.         | nd.         | nd.         | ?.          |

### Puchar Świata

#### Miejsca w klasyfikacji generalnej
| Sezon     | Miejsce           |
| --------- | ----------------- |
| 2013/2014 | -                 |
| 2014/2015 | 60.               |
| 2015/2016 | -                 |
| 2017/2018 | -                 |
| 2018/2019 | 85.               |
| 2019/2020 | -                 |
| 2020/2021 | 65.               |
| 2021/2022 | niesklasyfikowany |
| 2022/2023 | 73.               |
| 2023/2024 | 88.               |
| 2024/2025 | niesklasyfikowany |